# 熊爪咖啡
熊爪咖啡HINICHIJOU是中華人民共和國一個由殘疾人員工提供服務的咖啡連鎖。店名中的「HINICHIJOU」來自日語，中文意思是「非日常」。

## 歷史
首店位於上海市徐汇区永康路，於2020年11月15日試營業，12月3日（當年的国际残疾人日）正式開業。咖啡店沒有店面，只在水泥墙中鑿開一個洞口。工作人员會戴上一個類似熊爪的手套，从水泥墙洞里递上做好的咖啡以及玫瑰給顧客。咖啡售价均为20元，用戶掃描二維碼下單。店長莹莹（1號員工）和店员薇薇都是听障人士，两位均拥有咖啡师证书，莹莹获得过第六届全国残疾人职业技能大赛咖啡冲调项目第一名。有残疾人证的顧客每天可以獲得一杯免费咖啡。不過遞熊掌的員工是健全人士。之所以選擇這樣的方式提供服務，是因為咖啡师大多为聋哑人，他们语言交流不方便，害怕与人打交道。這家咖啡店在云南有咖啡种植基地，也有僱傭聋哑工人。咖啡店創始人之一的王海青表示創辦咖啡店的目的就是想為殘疾人提供就業機會。
2021年11月30日，第一家没有墙的熊爪咖啡在梅龙镇广场開業。2021年12月3日，HINICHIJOU熊爪咖啡在静安寺街道晶品中心又開設一家分店，这家分店同樣不从洞里递咖啡，而是與普通咖啡店一致。截至2021年12月，熊爪咖啡在上海、南京、杭州等地开设了十家分店。公司一线员工六成以上为聋哑咖啡师。
2022年7月，熊爪咖啡開設一家新店，並且由盲人出任店長以及咖啡師。7月16日，美团与熊爪咖啡在上海市浦东新区华润时代广场開設新店。

## 模仿
而在日本大阪也於2021年9月11日開設了模仿熊爪咖啡的咖啡店。該咖啡店同樣用混凝土做店面，中間有一個用來遞咖啡的洞。咖啡店創始人表示創意確實是來自上海的熊爪咖啡，理念也是為社恐人群提供工作机会。

## 外部連結
- 熊爪咖啡的新浪微博